# Heathrow Terminal 4 (metrostation)
Heathrow Terminal 4 of T4 is een station van de metro van Londen aan de Piccadilly Line onder terminal 4 van de luchthaven Heathrow. Naast het metrostation ligt Station Heathrow Terminal 4 van de Elizabeth line.  Het station is een van de vier op de Londense metro met slechts één perron, en is de enige met eenrichtingsverkeer. 

## Geschiedenis
T4 werd op 12 april 1986 geopend en is het tweede metrostation op de luchthaven. Heathrow Terminals 2 & 3 was in 1977 het eerste en in 2008 volgde als derde station, Heathrow Terminal 5. Het station en de keerlus waar het aan ligt werden gebouwd om de, op 1 april 1986 geopende, Terminal 4 voor British Airways een aansluiting op de metro te geven. De metro's van de Piccadilly Line reden van Hatton Cross  met de klok mee door de keerlus naar Heathrow Terminals 2 & 3 via Terminal 4. 
In verband met de bouw van Terminal 5 en het station aldaar werd de keerlus inclusief het station T4 op 7 januari 2005 gesloten. Hierdoor werd het mogelijk om de tunnels van en naar Terminal 5 aan te sluiten op de keerlus. Reizigers van en naar Terminal 4 waren tijdens de sluiting aangewezen op een pendelbus van/naar Hatton Cross en de metro's reden, net als voor 1986, weer meteen van Hatton Cross naar Heathrow Terminals 2 & 3.    
De tijdelijke sluiting werd aangegrepen om de beveiligings- en omroepsystemen op het station te vernieuwen en op 17 september 2006 werden keerlus en station heropend.   
Sinds de opening van  Heathrow Terminal 5 in maart 2008 rijden de metro's om en om door de keerlus respectievelijk de rechtstreekse sporen tussen Hatton Cross en Heathrow Terminal 2 & 3. De rechtstreekse metro's rijden vervolgens door naar Terminal 5.
Tot 2012 was gratis vervoer niet mogelijk tussen terminals, in tegenstelling tot de Heathrow Express. In januari 2012 werd gratis reizen geïntroduceerd voor Oyster-kaarthouders tussen de drie metrostations op Heathrow. Maar om van Heathrow Terminals 2 & 3 of Terminal 5 naar Terminal 4 te reizen, moet men overstappen op Hatton Cross. Deze reis is gratis, ondanks dat Hatton Cross zelf geen deel uitmaakt van de vrije reiszone.
Tussen 9 mei 2020 en 14 juni 2022 was Heathrow Terminal 4 tijdelijk gesloten in verband met de COVID-19 pandemie.